# Jo Martin
Joanna Lisa Martin, detta Jo (Londra, 29 aprile 1969), è un'attrice britannica.
È nota per aver interpretato il Fugitive Doctor nella serie televisiva Doctor Who.

## Biografia
Ha recitato il ruolo di Natalie Crouch nella sitcom di BBC One The Crouches, trasmessa tra il 2003 e il 2005. È entrata nel cast di Holby City nel 2019 interpretando il CEO e neurochirurgo Max McGerry, adottando lo stesso ruolo come personaggio ricorrente nella serie gemella Casualty dall’agosto 2020.
FugitiveHa assunto il ruolo del cosiddetto Fugitive Doctor nella dodicesima stagione (2020) della seconda serie televisiva di fantascienza britannica della BBC Doctor Who (2005-2022). Ricompare inoltre interpretando il personaggio in un cameo nell'episodio La storia e il motore (2025) della seconda stagione della terza serie televisiva Doctor Who (2023-2025). Riprende inoltre il ruolo del Fugitive Doctor in un episodio della serie di podcast Doctor Who: Once and Future (2024) e in tre episodi della serie di podcast Doctor Who: The Fugitive Doctor (2025).

## Filmografia parziale

### Televisione
- The Crouches – serie TV, 12 episodi (2003-2005)
- Fleabag – serie TV, episodio 2x02 (2019)
- Doctor Who - serie TV, 4 episodi (2020-2022) - Fugitive Doctor
- Delitti in Paradiso - Un fantasma dal passato (The Death Ghost), regia di Ruth  Carney – film TV (2022)
- L'ispettore Barnaby (Midsomer Murders) – serie TV, episodio 23x03 (2023)
- Doctor Who - serie TV, episodio 2x05 (2025) - Fugitive Doctor

## Radio
- Doctor Who: Once and Future - serie di podcast, episodio 1x08 (2024) - Fugitive Doctor
- Doctor Who: The Fugitive Doctor - serie di podcast, episodi 1x01-1x02-1x03 (2025) - Fugitive Doctor

## Doppiatrici italiane
Nelle versioni in italiano delle opere in cui ha recitato, Emily Watson è stata doppiata da:
- Emanuela Baroni ne Maghi contro alieni, Missing You
- Valeria Perilli in Been so Long
- Alessandra Cassioli in I Play Mother - Il gioco del male